# Sábado à Noite
Sábado à Noite é o segundo álbum de estúdio da dupla brasileira Sandy & Junior, lançado em 1992 pela gravadora Philips Records. Os gêneros musicais da maioria das canções são a música sertaneja e o country, que também foram explorados em Aniversário do Tatu, de 1991.
A divulgação contou com aparições em vários programas de TV, videoclipes e shows em várias cidades brasileiras. Três faixas foram lançadas como músicas de trabalho: a que dá título ao álbum, "A Resposta da Mariquinha" e "Vamos Construir", na qual Chitãozinho & Xororó (seu tio e seu pai, respectivamente) tem participação.
A recepção do público foi favorável, rendeu a dupla seu segundo disco de ouro pouco após o seu lançamento. As vendas totais são de cerca de 400 mil cópias no Brasil, quase 100 mil a mais que seu antecessor.

## Antecedentes e produção
Após o sucesso de Aniversário do Tatu, de 1991, cujas vendas atingiram cerca de 230 mil cópias, rendendo o primeiro disco de ouro, a gravadora Phillips resolveu apostar em mais um álbum da dupla Sandy e Junior. Para a produção, o pai dos irmãos, o cantor Xororó, que também produziu o primeiro disco, foi o escolhido.
Em relação ao estilo musical, mantiveram a pegada country, estilo da canção que dá título ao disco, que traduz o espírito de “cowboys mirins”, ao qual pretendiam manifestar. Trata-se de uma versão em português de "Down At The Twist And Shout", canção country norte-americana, de Mary Chapin Carpenter).
Entre as músicas lentas está "Vamos Construir", versão de "Love Can Build a Bridge", do conjunto de música country The Judds (depois regravada por Cher e Eric Clapton em prol da organização de ajuda humanitária Save the Children), que dissemina valores como o amor ao próximo e a solidariedade.
O cantor brasileiro Ney Matogrosso faz uma participação em "O Vira", sucesso do grupo Secos & Molhados, do álbum homônimo, de 1973, do qual ele fazia parte. "A Resposta da Mariquinha", outra música sertaneja, viria a tornar-se o maior sucesso do disco.
As fotos da capa e do encarte foram feitas em Nashville, reduto da música country nos Estados Unidos.

## Lançamento e divulgação
O lançamento ocorreu em 1992, uma ano após o disco anterior. Para divulgá-lo, foram feitas uma série de shows (em média 10 apresentações por mês) em várias cidades brasileiras. Em alguns deles, cantaram para uma plateia formada por mais de 60 mil pessoas.
Apresentações em programas da TV brasileira também foram numerosas. No Criança Esperança de 1993, da TV Globo, cantaram a música "Vamos Construir".
Três singles foram lançados: a faixa-título, "A Resposta da Mariquinha", cuja letra serve como resposta ao primeiro single dos artistas, "Maria Chiquinha", e "Vamos Construir", com a participação especial de Chitãozinho & Xororó. Todos os singles ganharam videoclipes, e o de "Sábado à Noite" foi gravado em Nashville, nos Estados Unidos.

## Desempenho comercial
Obteve sucesso com o público, mais de 310 mil cópias foram vendidas durante os anos de 1990, e da mesma forma que o seu antecessor, obteve um disco de ouro. Estima-se que suas vendas totais sejam de mais de 400 mil cópias em mídia física no Brasil.
A Pro-Música Brasil (antiga ABPD) não auditou as vendas do disco, o que o torna um entre apenas três álbuns da discografia da dupla a não receber certificado pela organização.

## Lista de faixas
Créditos adaptados do encarte do CD Sábado à Noite, de 1992.
Todas as faixas foram produzidas por Xororó.
| N.º            | Título                                         | Compositor(es)                                          | Duração |  |
| 1.             | "Sábado à Noite"                               | Mary C. Carpenter Chitãozinho 1 Xororó 1 Joel Marques 1 | 3:22    |  |
| 2.             | "A Resposta da Mariquinha"                     | Zé Batuta Quintíno Elizzeu Zé do Rancho                 | 3:06    |  |
| 3.             | "O Vira" (part. Ney Matogrosso)                | João Ricardo Lulli                                      | 2:30    |  |
| 4.             | "Guardiã dos Animais"                          | Xororó Marques                                          | 3:57    |  |
| 5.             | "O Sítio da Vovó"                              | Gilson Carlos Colla                                     | 2:33    |  |
| 6.             | "O Sabe-Tudo"                                  | Colla Noely Marcos Valle                                | 2:30    |  |
| 7.             | "Vamos Construir" (part. Chitãozinho & Xororó) | John Barlow Paul Overstreet Naomi Judd Feio 1 Dena 1    | 4:30    |  |
| 8.             | "Como Nós Somos Unidos"                        | Xororó Noely Rita Adams                                 | 2:16    |  |
| 9.             | "Infância Careta"                              | Xororó Marques Fátima Leão                              | 2:18    |  |
| 10.            | "Pó pra Tapar Taio"                            | Xororó Zé da Praia Duduca                               | 2:46    |  |
| 11.            | "Medo de Crescer"                              | Xororó Marques                                          | 3:05    |  |
| 12.            | "Criança, Vida e Luz" (Papai do Céu)           | Leão Zezé Di Camargo                                    | 2:46    |  |
| Duração total: | Duração total:                                 | Duração total:                                          | 36:57   |  |

- 1 Compositor da versão em português

## Ficha técnica
Fonte:
- Direção artística: Mayrton Bahia
- Produzido por Xororó e co-produzido por Noely
- Direção de produção: José Celso Guida
- Arranjos e regências: Julio Teixeira
- Gravado nos estúdios: Caverna (RJ), MM Campinas (SP)
- Técnico de gravação: André Mais
- Mixado nos estúdios: Mosh (SP)
- Técnico de mixagem: Luiz Paulo Serafim
- Assistente: Silas de Godoy
- Montagem (Estúdios PolyGram): Charles
- Capa: Arthur Fróes
- Arte: Ayssa Bastos
- Desenhos do encarte: Sandy & Junior
- Fotos: Michael Gomez (Nashville - TN)
- Roupas, cabelos e maquiagem: Noely

### Músicos participantes
- Sérgio Carrer (Feio): banjo, guitarra, mandolin, violão base, gaita, rabeca, harpa e percussão
- Julio Teixeira: teclados
- Roberto Lly: baixo
- Paulo Coelho: guitarra
- Adair Torres: guitarra steel na música "Guardiã Dos Animais"
- Renato Ladeira: programação de computador
- Xororó, Jurema de Candia, Liliane, Renato Ladeira e Sérgio (Feio): coro

## Certificação e vendas
| País   | Certificação | Vendas  |
| ------ | ------------ | ------- |
| Brasil | Ouro         | 400,000 |